# Huldreich Heusser

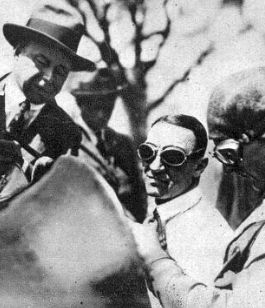
Huldreich Heusser, Sieger von Zbraslav-Jíloviště 1927, vor dem Start

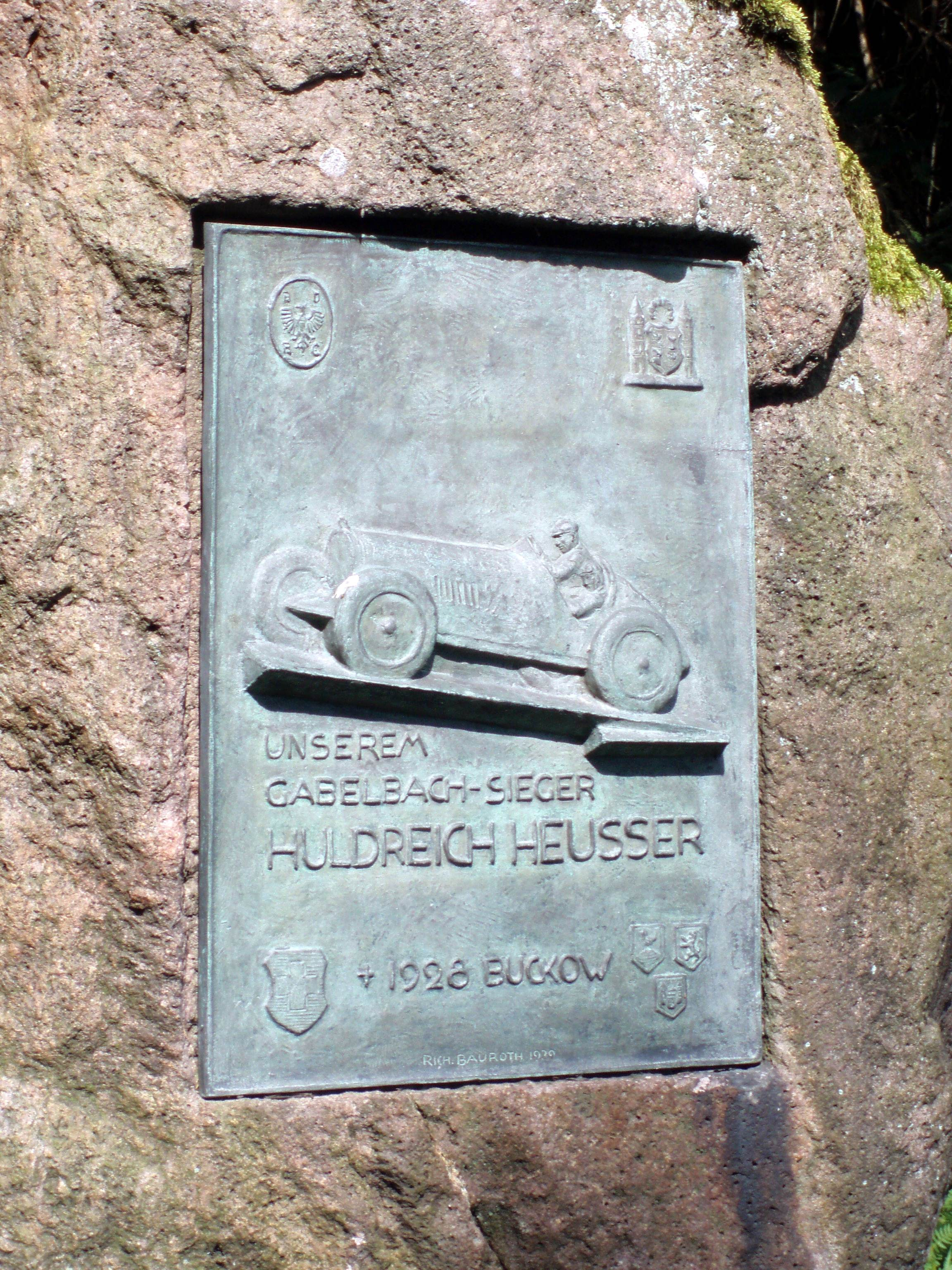
Heusser-Gedenkstein in Gabelbach

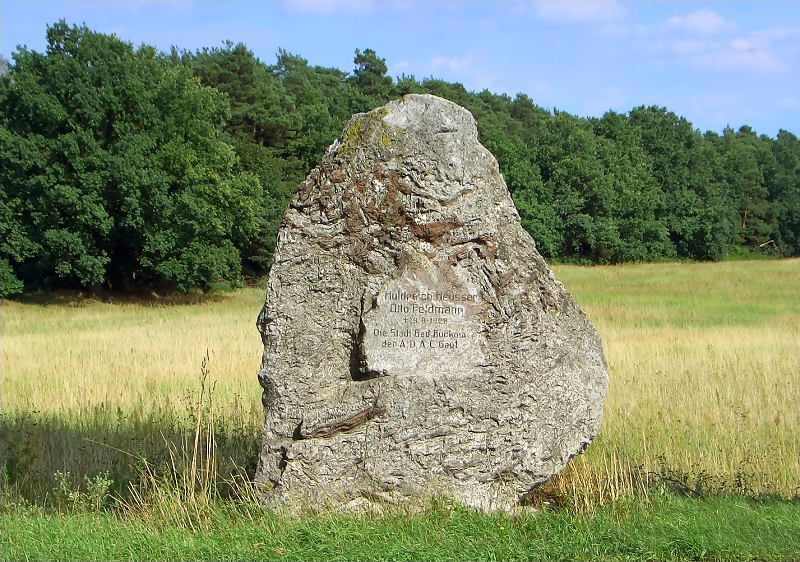
Heusser-Gedenkstein bei Bollersdorf

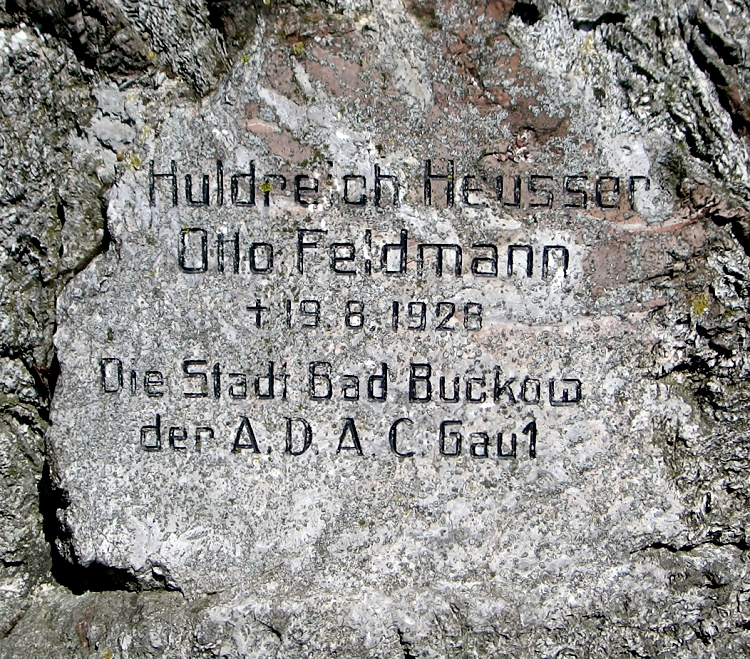
Heusser-Gedenkstein bei Bollersdorf (Detailaufnahme)

Huldreich Heusser (* 1. November 1889 in der Schweiz; † 20. August 1928 in Müncheberg) war ein Schweizer Automobilrennfahrer.

## Karriere
Der Schweizer stammte aus Zürich, lebte aber als Fabrikbesitzer im thüringischen Kleinschmalkalden und gewann zwischen 1924 und 1927 als Privatfahrer viermal hintereinander das Gabelbachrennen in der Nähe von Ilmenau, und alleine 22 Bergrennen, z. B. 1923 auf Wanderer 5/15 PS das Rennen der Automobile 6 PS für Privatfahrer beim Solitude Bergpreis in Stuttgart oder 1925 die Bergprüfung zur Hohen Wurzel bei Wiesbaden. Im August 1928 siegte er beim Bergrekord auf dem Schauinsland.
Heusser starb an den Folgen eines Unfalls, den er gemeinsam mit Otto Feldmann während einer Rennfahrt auf dem Buckower Dreieck am 19. August 1928 erlitt. Sein Bugatti kam am sandigen Straßenrand etwas zu weit nach links und er verlor die Kontrolle. Sein Wagen prallte gegen einen Straßenmarkierungsstein, streifte zwei Baumstämme am Straßenrand und prallte frontal gegen einen dritten Baum. Der Wagen wurde völlig zerstört. Heussers Beifahrer Otto Feldmann starb sofort an einer tödlichen Hirnverletzung. Heusser wurden der linke Fuß und die Zehen des rechten Fußes abgerissen. Im nahegelegenen Krankenhaus Müncheberg musste Heussers linkes Bein unterhalb des Knies sowie die Hälfte des rechten Fußes amputiert werden. Der verletzte Fahrer erlitt eine schwere Gehirnerschütterung, einen Schädelbruch, einen Brustkorbbruch und eine gebrochene Rippe; diesen Verletzungen erlag er am nächsten Morgen.
Ihm zu Ehren wurde ein Gedenkstein an der Straße zwischen Ilmenau und dem Forsthaus Auerhahn unweit des Jagdhauses Gabelbach errichtet. Die gusseiserne Plakette wurde 1929 vom Bildhauer Richard Bauroth angefertigt. Ferner wurde auch an der Unglücksstelle bei Buckow ein Gedenkstein errichtet.